# Ask.fm
Az Ask.fm egy lettországi központú közösségi weboldal volt, amelyen a felhasználók egymásnak tehettek fel kérdéseket és válaszolhattak a nekik feltett kérdésekre. A kérdezés történhetett anonim módon, a válaszadás azonban csak regisztrációval volt lehetséges. Az oldal 2010. június 26-án indult, az akkori Formspring (a mai Spring.me) riválisaként. Globális forgalom tekintetében megelőzte riválisát.

## Történet
Az Ask.fm-et 2010 júniusában készítették. A szolgáltatás gyorsan tett szert világméretű népszerűségre. 80 millió felhasználója volt 2013-ban, akik 30 millió kérdést és választ tettek fel naponta. Az Ask.fm a világ 200 legnézettebb weboldala között szerepelt. 2024. december 1-én az Ask.fm megszűnt.

## Növekedés
A cég nagyon gyorsan növekedett. 2012 áprilisában ötmillió regisztrált felhasználójuk volt. Ez 2012 júliusára 10 millióra nőtt, akik naponta 15 millió választ írtak. Ezen a ponton az Ask.fm állítása szerint megelőzte a Formspringet havi 37 millió egyedi látogatóval, szemben a Formspring havi 20 millió egyedi látogatójával. 2012 októberében az Ask.fm elérte a 20 millió regisztrált felhasználót. 2013 áprilisában a cégnek már 50 millió regisztrált felhasználója volt. Mivel 2013 augusztusára a regisztrált felhasználóinak száma 70 millióra ugrott, ezért naponta több mint 30 millió kérdést és választ írtak.

## Funkciók
2011 áprilisában bevezették a videóválasz funkciót, ez lehetővé tette a felhasználóknak, hogy webkamerával rögzített videókkal válaszoljanak a kérdésekre. 2011 májusában bevezettek egy új szolgáltatást, amely lehetővé tette a felhasználóknak, hogy egymásra tudjanak hivatkozni azzal, hogy a felhasználónév elé egy „@” karaktert írnak. 2011 decemberében az adatvédelmi beállítások egy funkcióval bővült, amely lehetőséget adott a felhasználóknak, hogy letiltsák az anonim kérdéseket. Később, ugyanebben a hónapban megjelent a Popular! funkció, amely lehetőséget adott a felhasználóknak, hogy új és érdekes embereket találjanak meg az Ask.fm-en. 2013 júniusában iPhone és Android alkalmazás is megjelent.

## Viták
2012 és 2013 között, a helyszíne lett több online zaklatásnak is, amelyek közül néhány öngyilkossághoz vezetett, különösen a tinédzser felhasználóknál. Több hirdető, elsősorban a The Sun, a BT Group és Specsavers is megszakította kapcsolatait az oldallal.

## Fordítás
- Ez a szócikk részben vagy egészben  az   Ask.fm című angol Wikipédia-szócikk fordításán alapul.  Az eredeti cikk szerkesztőit annak laptörténete sorolja fel. Ez a jelzés csupán a megfogalmazás eredetét és a szerzői jogokat jelzi, nem szolgál a cikkben szereplő információk forrásmegjelöléseként.